# La Pacaudière
La Pacaudière is een gemeente in het Franse departement Loire (regio Auvergne-Rhône-Alpes). De plaats maakt deel uit van het arrondissement Roanne. La Pacaudière telde op 1 januari 2022 1.070 inwoners.

## Geografie
De oppervlakte van La Pacaudière bedroeg op 1 januari 2022 20,61 vierkante kilometer; de bevolkingsdichtheid was toen 51,9 inwoners per km².
La Pacaudiere is al ontdekt door Koning Frans I (1494-1547) van Frankrijk. De belangrijke weg van Parijs-Nice (N7) loopt nog steeds door La Pacaudière. Koning Frans I heeft daar een van de twee chateaus van La Pacaudière laten bouwen. Later is Château Les Bardons privé-eigendom geworden.

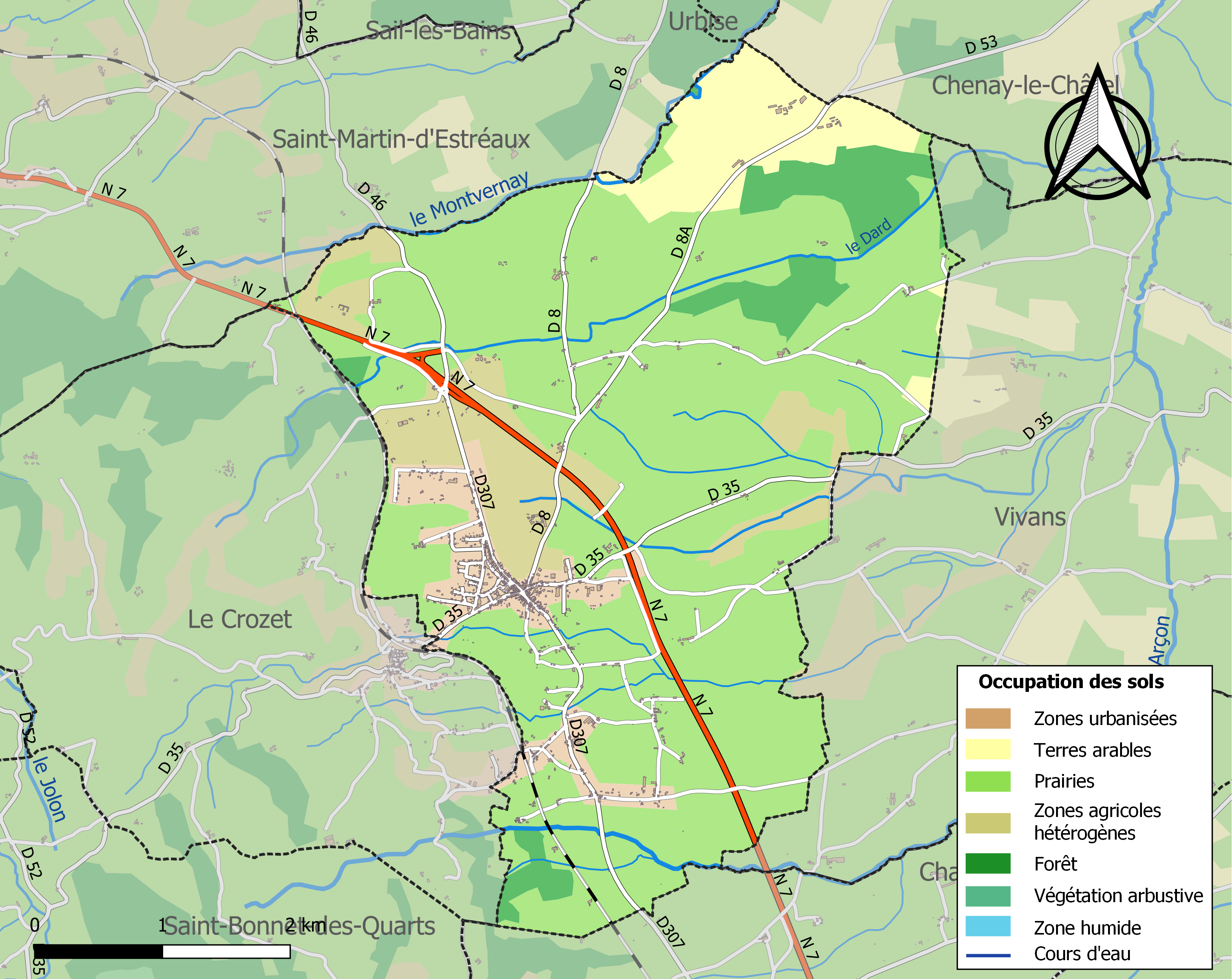
Kaart van de gemeente met de belangrijkste infrastructuur, bodemgebruik en omliggende gemeenten

## Demografie
Onderstaande figuur toont het verloop van het inwonertal (bron: INSEE-tellingen).